# بخش جکسون (شهرستان پیک، اوهایو)
بخش جکسون (به انگلیسی: Jackson Township) یک منطقهٔ مسکونی در ایالات متحده آمریکا است که در شهرستان پایک، اوهایو واقع شده‌است.
 بخش جکسون ۱۳۴٫۸ کیلومتر مربع مساحت و ۱٬۳۴۶ نفر جمعیت دارد و ۲۱۱ متر بالاتر از سطح دریا واقع شده‌است.